# Tipula rufizona
Tipula rufizona är en tvåvingeart som beskrevs av Edwards 1916. Tipula rufizona ingår i släktet Tipula och familjen storharkrankar. Inga underarter finns listade i Catalogue of Life.